# کولخیس
کولخیس (به یونانی: Κολχίς) یا کُلخِتی (به گرجی: კოლხეთი) یا کلشید، کشوری باستانی در غرب قفقاز بوده که امروزه در گرجستان کنونی واقع شده‌است.
پادشاهی کولخیس در غرب گرجستان سهم قابل توجهی در توسعه ایالتی قرون وسطی گرجی‌ها پس از اتحادشان با پادشاهی گرجستان شرقی یا ایبری قفقازی ایفا نمود.
در دائرةالمعارف بزرگ شوروی از کولخیس به عنوان اصطلاحی جمعی برای قبیله‌های اولیه‌ای که جمعیت گرجی ساحل شرقی دریای سیاه را در برمی گرفت استفاده شده‌است.
کولخیس در اساطیر یونانی خانهٔ اصلی آئیتس و مدئا و مقصد آرگونوت‌ها بوده و همچنین مکان پیدایش و آغاز اقامت آمازون‌ها.
این منطقۀ باستانی تقریباً امروزه استان‌ها و مناطق زیر را در برگرفته‌است:
- در گرجستان: سامگرلو، ایمرتی، گوریا، آچارا، آبخازیا، سوانتی و راچا
- در ترکیه: استان ریزه، استان ترابزون و استان آرتوین
- در روسیه: سوچی و تواپسه

## جغرافیا
کولخیس، جلگه‌ای است در گرجستان در ساحل دریای سیاه. درازی آن از شرق تا غرب به ۱۰۰ کیلومتر می‌رسد. سطح آن هموار و بلندی آن از سطح دریا تا ۱۵۰ متر است. شرق آن از رسوبات دوره ائوسِن انباشته شده و در قسمت غربی آن اراضی باتلاقی وسیعی وجود دارد. دراین جلگه علائمی از نشت نفت و گاز دیده می‌شود و در تسقالتوبو دارای آب‌های معدنی است.
اقلیم این جلگه جنب مداری است. میانگین دمای آن در زمستان میان چهار و نیم تا ۵ درجه سانتی‌گراد و در تابستان بین ۲۳ تا ۲۴ درجه سانتی‌گراد است. میانگین بارندگی آن ۱۵۰۰ میلی‌متر در سال است. رودخانه‌های مهم آن عبارتند از «ریونی» و «اینگوری». در این جلگه خاک‌های باتلاقی و نیمه‌باتلاقی و زرد و قرمز، پراکنده شده است. دارای جنگل‌های بلوط، ممرز و توسکا است که در بین نواحی باتلاقی گسترش یافته است. در زمین‌های باتلاقی خشکانده شده، کشتزارها و باغ‌های چای و میوه احداث شده است.

## حاکمان کولخیس
تعداد کمی از حاکمان کولخیس شناخته شده‌اند:
- آئیتس، در افسانه‌های یونانی به عنوان یک پادشاه قدرتمند کولخیس شناخته شده‌است، توسط برخی از مورخان تصور می‌شود یک فرد تاریخی بوده‌است، گرچه هیچ مدرکی در این مورد وجود ندارد.
- کوجی، شاهزاده رئیس از ایگرسی تحت اقتدار فارنو از ایبری (حدود ۳۰۲-۲۳۷ پیش از میلاد).
- آکس، پادشاه کولخیس؛ نامش بر سکه‌های صادر شده توسط خودش، ضرب شده‌است (اواخر قرن ۴ پیش از میلاد).
- ساولاکز، ملقب به «شاه» در ۲ قرن پیش از میلاد (بر اساس برخی منابع کهن).
- مهرداد کریستوس، (مقدم ۸۳ سال قبل از میلاد)، تحت اقتدار پنتوس.
- ماکاریز، (مقدم ۶۵ سال قبل از میلاد)، تحت اقتدار پنتوس.
- آریستارچوس، (۶۵-۴۷ پیش از میلاد) سلسله تحت اقتدار پومپه.